# Picón
Picón ist ein zentralspanischer Ort und eine Gemeinde (municipio) mit 690 Einwohnern (Stand: 2024) im Zentrum der Provinz Ciudad Real in der autonomen Region Kastilien-La Mancha. Neben dem Hauptort Picón besteht die Gemeinde aus der Ortschaft Las Peñuelas.

## Lage und Klima
Picón liegt in der weitgehend ebenen und wasserarmen Landschaft von La Mancha knapp 18 Kilometer (Fahrtstrecke) westsüdwestlich der Provinzhauptstadt Ciudad Real bzw. ca. 210 km südsüdwestlich von Madrid in einer Höhe von ca. 605 m.
Das Klima ist gemäßigt bis heiß.

## Bevölkerungsentwicklung
| Jahr      | 1970 | 1981 | 1991 | 2001 | 2011 | 2021 |
| Einwohner | 732  | 591  | 623  | 657  | 709  | 662  |

Trotz der Mechanisierung der Landwirtschaft, der Aufgabe bäuerlicher Kleinbetriebe („Höfesterben“) und dem daraus resultierenden Verlust von Arbeitsplätzen ist die Einwohnerzahl der Gemeinde in der zweiten Hälfte des 20. Jahrhunderts gesunken.

## Sehenswürdigkeiten

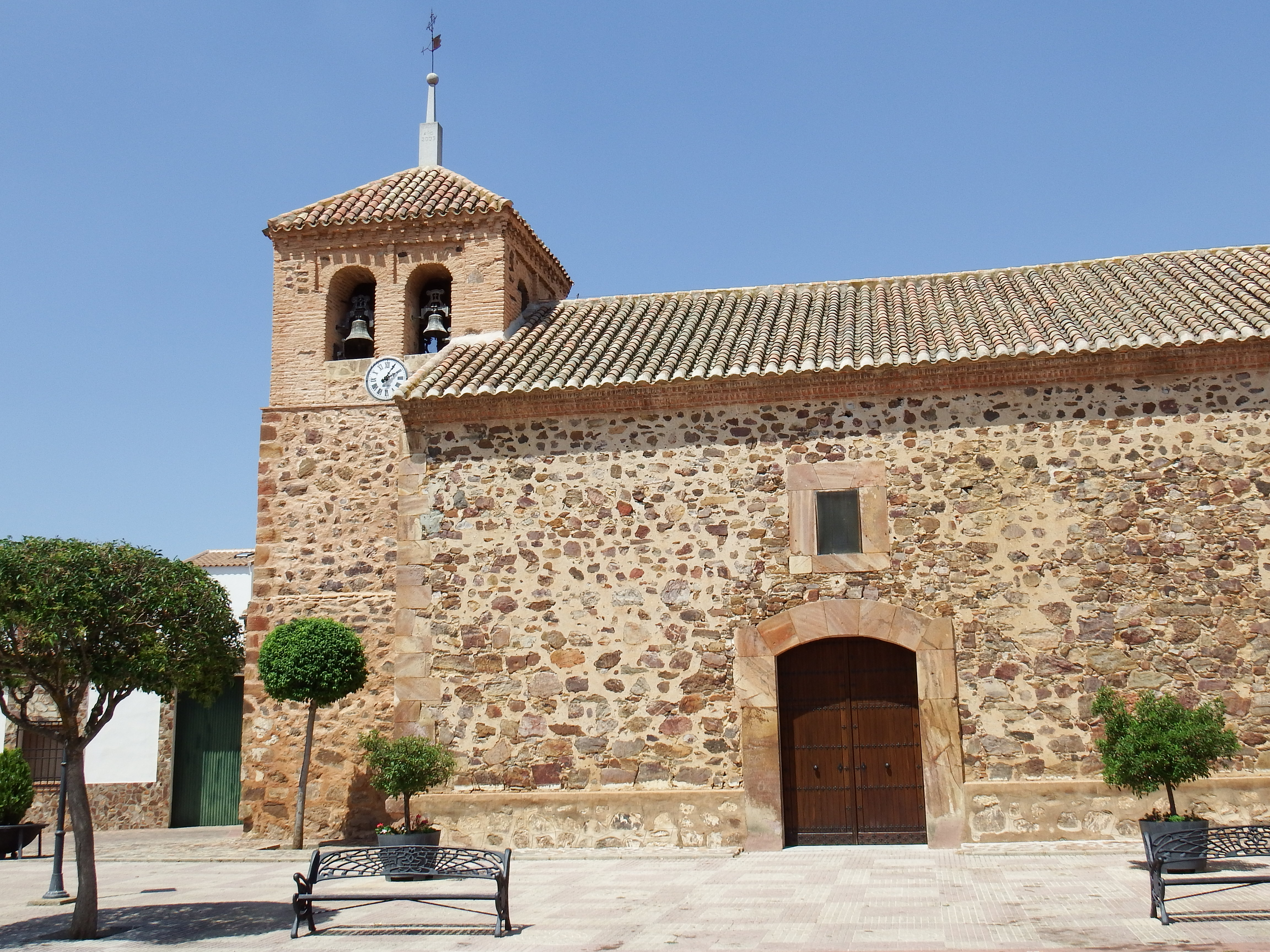
Salvatorkirche

- Salvatorkirche